# Мфонде
Мфо́нде (англ. Mphonde) — традиційна громада у складі дистрикту Нхотакота Центрального регіону Малаві.
Населення — 31255 осіб (2018).